# Lithobius gerstfeldtii
Lithobius gerstfeldtii är en mångfotingart som beskrevs av Sseliwanoff 1881. Lithobius gerstfeldtii ingår i släktet Lithobius och familjen stenkrypare. Inga underarter finns listade i Catalogue of Life.